# Gymnochilus
Gymnochilus là một chi thực vật có hoa trong họ, Orchidaceae.